# Бадеников, Виктор Яковлевич
Виктор Яковлевич Бадеников (12 июля 1937, с. Тангуты, Нукутский район, Иркутская область, РСФСР  — 18 февраля 2017, Ангарск, Иркутская область, Российская Федерация) — советский и российский организатор высшего образования, основатель и первый ректор Ангарской государственной технической академии.

## Биография
В 1966 г. окончил Иркутский политехнический институт (ИПИ) по специальности горный инженер-электромеханик по автоматизации. 
Работал в Ангарском филиале ИПИ: ассистент кафедры автоматизации технологических процессов, старший преподаватель, доцент, заведующий кафедрой, заместитель декана факультета, с 1985 года — директор филиала.
Благодаря его инициативе филиал ИПИ в 1987 г. был преобразован в завод-втуз, через четыре года — в Ангарский государственный технологический институт, в 2000 г. — в техническую академию. Занимал пост ректора до 2007 г.
Научная деятельность посвящена проблемам разработки и реализации основ интенсификации процессов флотации руд цветных металлов путем воздействия на реагенты и минералы лазерным излучением, низкотемпературной плазмой, радиоактивной и электролизной водой.

## Награды и звания
- Почётный работник высшего профессионального образования России (1999)
- Заслуженный работник высшей школы Российской Федерации (2000)
- Нагрудный знак «Изобретатель СССР»
- Почётный гражданин Усть-Ордынского Бурятского автономного округа
- Почётный гражданин города Ангарска

## Сочинения
- Некоторые вопросы интенсификации флотации / В. Я. Бадеников, С. Б. Леонов. — Иркутск : Изд-во Иркут. ун-та, 1986. — 190 с. : ил.; 20 см.
- Энергетические воздействия на компоненты флотации [Текст] / А. В. Бадеников, В. Я. Бадеников. — Москва : Изд-во Московского гос. горного ун-та : Горная кн., 2010. — 356 с. : ил., табл.; 22 см. — (Обогащение полезных ископаемых).; ISBN 978-5-7418-0643-2